# ضربه زانو

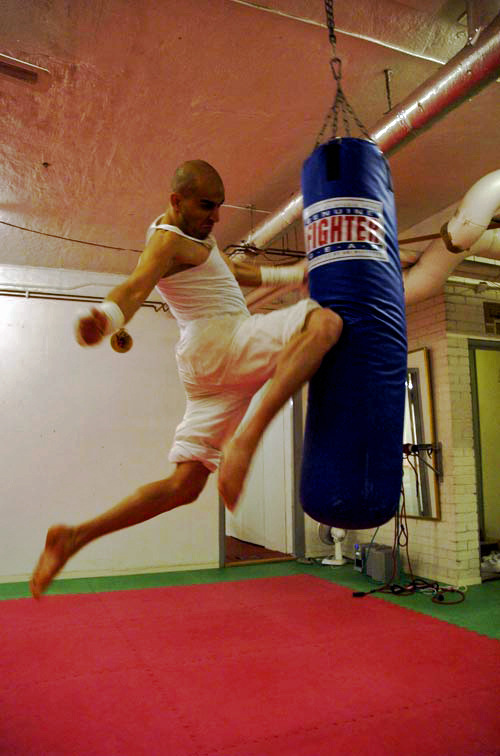
ضربات زانوی پرشی انرژی جنبشی بسیار بالایی دارند و می‌تواند باعث ناک اوت حریف شود

ضربه زانو نوعی ضربه تهاجمی است که با زانو به حریف زده می‌شود. این ضربه در بسیاری از ورزش‌های رزمی آماتور ممنوع است، اما برخی از رشته‌ها از جمله کیوکوشین، سانداوانگ (بخش حرفه‌ای و آزاد ووشو ساندا)، موای تای و برخی سازمان‌های کیک بوکسینگ و هنرهای رزمی ترکیبی و همچنین هنرهای رزمی دفاع شخصی جیت کان دو و پنچاک سیلات اجازه اجرای ضربه زانو را می‌دهند.